# Enric Casanovas

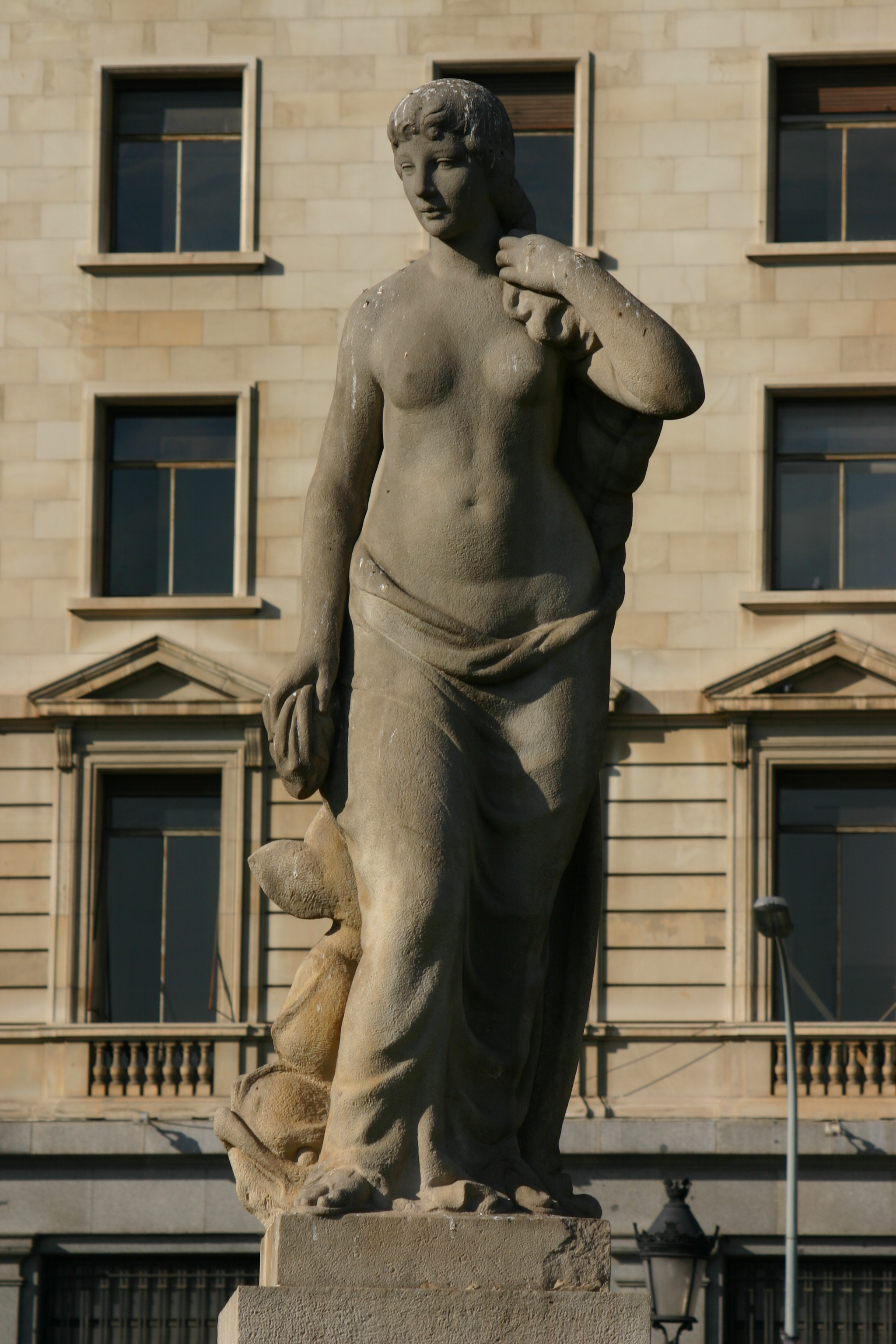
Figura femenina en la plaza de Cataluña de Barcelona.

Enric Casanovas Roy (Barcelona, 12 de agosto de 1882-2 de enero de 1948) fue un escultor español.

## Biografía
Estudió en la Escuela de la Lonja de Barcelona, ampliando su formación en el taller del escultor Josep Llimona durante dos años.
En 1898 participa por primera vez en una muestra en la Exposición Nacional de Bellas Artes de Zaragoza.
Desde 1904 a 1913 alterna sus estancias entre París y Barcelona, haciendo amistad con Picasso, Maillol, Gargallo y otros artistas. A su vuelta a Barcelona, monta un taller por el que pasan discípulos como Rebull, Fenosa, Granyer, Viladomat, etc. Participa con la asociación Las Artes y los Artistas, de la que llegó a ser presidente.
Su obra está enclavada dentro del mediterraneísmo, pero con una gran creación renovadora y personal, participó en numerosas exposiciones, consiguiendo la medalla de oro en la Exposición Universal de Barcelona de 1929. Ingresó en la Academia de Bellas Artes de San Jorge de Barcelona en el año 1932.
Exiliado en Francia desde el año 1939, volvió a Barcelona en 1943, donde murió en 1948 a los 66 años de edad.

## Obras destacadas
- 1016  La mujer del hatillo. Fundación Rafael Masó
- 1916- Payesa mallorquina. Museo Municipal de Tosa de Mar (Gerona)
- 1916- Mallorquina. Museo Nacional de Arte de Cataluña de Barcelona
- 1917- Flora
- 1917- Monumento al Dr. Benaprés. Sitges (Barcelona)
- 1918- Monumento a Narcís Monturiol- Figueras (Gerona)
- 1926- Monumento al poeta Joan Alcover. Mallorca
- 1928- Figura femenina, Plaza de Cataluña, Barcelona

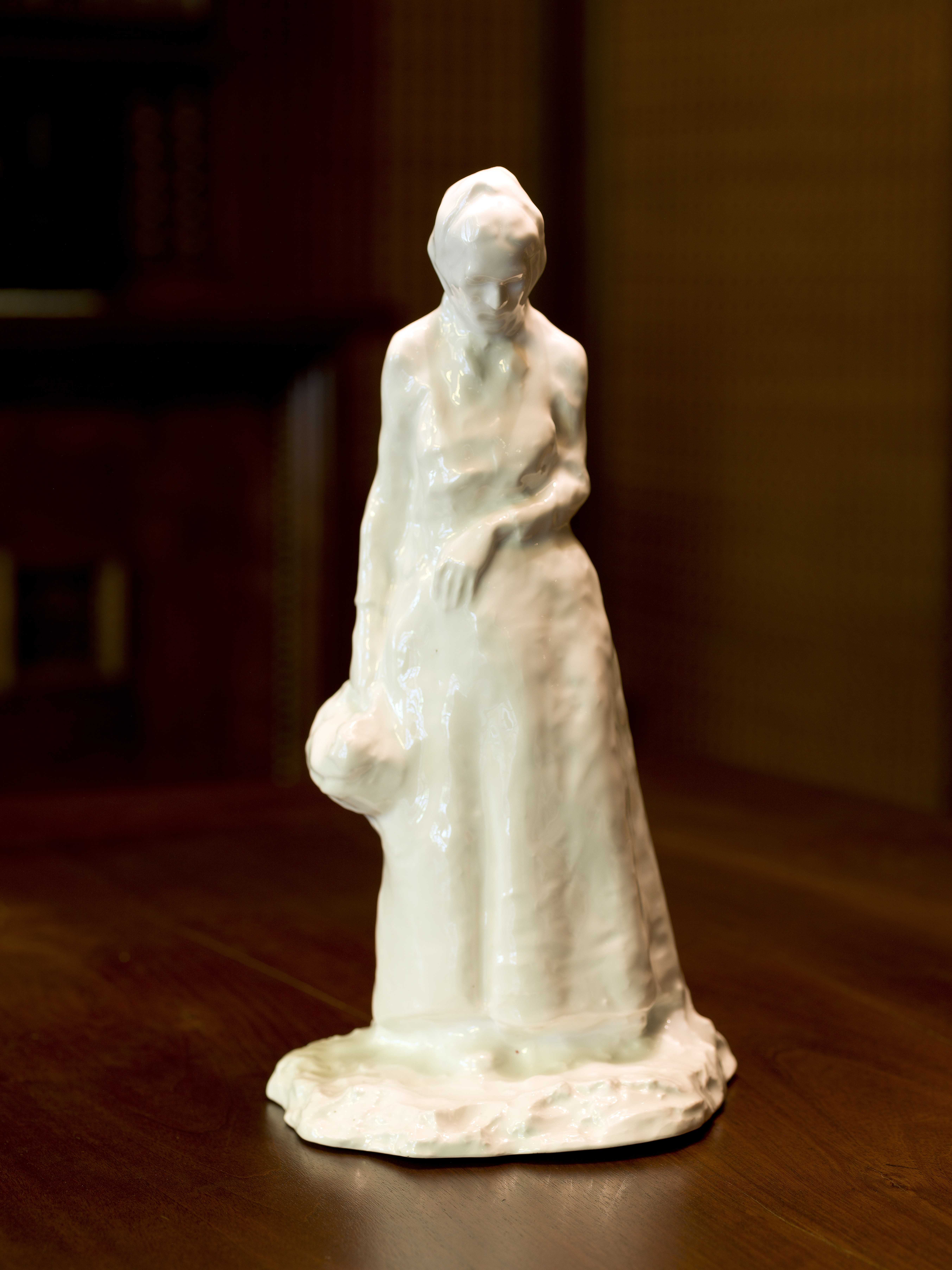
Enric Casanovas. La mujer del hatillo. (c. 1906) Fundación Rafael Masó

- Enric Casanovas. La mujer del hatillo. (c. 1906) Fundación Rafael Masó 1929- La niña de la paloma. Museo Nacional de Arte de Cataluña de Barcelona
- 1932- La mujer de la manzana. Sala Parés Barcelona
- 1935- Muchacha desnuda
- 1942- Mujer sentada
- 1943- Mujer del campo
- 1944- Desnudo de espaldas. Relieve